# Ротшильд, Натан
Натаниэл Майер Ротшильд, 1-й барон Ротшильд (англ. Nathaniel Mayer Rothschild; 8 ноября 1840, Лондон, Великобритания — 31 марта 1915, там же), известный также как Натан Ротшильд (Nathan Rothschild) — британский банкир
 и политик.

## Биография
Натан Ротшильд родился 8 ноября 1840 года в Лондоне в семье Лионеля де Ротшильда (1808—1879) и баронессы Шарлотты де Ротшильд; внук Натана Майера Ротшильда, в честь которого он был назван, и правнук Майера Амшеля Ротшильда — основателя династии Ротшильдов.
Образование получил в Тринити-колледже (Кембридж).
Работал партнёром в лондонском отделении семейного банка NM Rothschild and Sons и стал главой банка после смерти своего отца в 1879 году.
Натан Ротшильд отреагировал на Революцию 1905 года в России, оказав денежную помощь жертвам погромов (пожертвовал для этой цели десять тысяч фунтов стерлингов), позаботившись о том, чтобы собранные средства доставлялись в Российскую империю через их Лондонский банк. Это мотивировалось желанием предотвратить использование пожертвований в радикальных целях, что дало бы дополнительную пищу для обвинений еврейских банкиров в финансировании русской революции.
Ротшильд принимал активное участие в судьбе евреев в Англии. Был членом созданной в 1909 году королевской комиссии, предназначенной ограничить наплыв эмигрантов в Англию, и боролся за то, чтобы вводимые ограничения как можно меньше касались евреев.
Натан Ротшильд стал первым еврейским пэром на Британских островах.
Умер 31 марта 1915 года в Лондоне и был похоронен на еврейском кладбище Willesden.

### Семья
16 апреля 1867 года Натан Ротшильд женился на Эмме Луизе фон Ротшильд (1844—1935).
У них родились дети:
- Лайонел Уолтер (1868—1937)
- Шарлотта Луиза Адела Эвелина (1873—1947)
- Натаниэль Чарльз (1877—1923)

## Награды
Кавалер Королевского Викторианского ордена (1902 год).